# 波氏擬鮋
波氏擬鮋（学名：Scorpaenopsis possi）为輻鰭魚綱鮋形目鮋亞目鮋科擬鮋屬下的一个种。俗名博氏石狗公、石獅子、虎魚、石崇、石狗公、沙薑虎、石降、過溝仔、臭頭格仔，為熱帶海水魚，分布於印度太平洋紅海、東非至法屬波里尼西亞海域，棲息深度1-40公尺，體長可達19.4公分，棲息在珊瑚礁、岩石底質海域，生活習性不明。